# 斛斯椿
斛斯椿（495年—537年），字法壽，廣牧富昌（今内蒙古准格尔旗沙圪堵古城）人。高車族，北魏末年軍人，後在西魏官至太傅，爵封常山郡公，諡號文宣。

## 家族
斛斯椿的祖父名為斛斯延，父親斛斯疋，鮮卑名貸敦，孝明帝時期擔任左牧令，後因斛斯椿貴寵而拜揚州刺史、車騎將軍、加儀同三司。

## 生平
斛斯椿個性善於巧言諂媚，北魏正光五年（524年）開始，六鎮、河西地區亂事紛起，斛斯椿舉家投靠爾朱榮，颇得爾朱榮的喜好，當時軍中的機密軍謀，斛斯椿皆有所籌劃，孝莊帝即位之後，擔任大將軍府司馬，封陽曲縣公，曾隨爾朱榮征討葛榮、元顥，後出任東徐州刺史、征東將軍。
永安三年（530年）九月，爾朱榮遭殺害，斛斯椿率部眾棄州歸附當時停駐在魏、梁邊境的元悦，授尚書左僕射，司空公。十二月爾朱兆攻入洛陽，又歸爾朱兆。後參與擁立節閔帝的計畫，因此拜驃騎大將軍，加開府儀同三司，封城陽郡公，爾朱氏當時專擅國權，爾朱兆、爾朱世隆、爾朱度律等人又互相猜疑，斛斯椿經常居中調解，因懼怕爾朱氏敗滅後禍及於身，便和賀拔勝共謀翦除爾朱氏，斛斯椿遊說爾朱世隆，招集爾朱天光等軍隊攻打高歡，中興二年（532年）閏三月，高歡在韓陵擊敗爾朱氏軍隊，斛斯椿對賈顯智說：「如果不先執爾朱氏，我們便死無葬身之地了。」於是和賈顯智在桑下達成協議，急速趕回洛陽北中城，收捕爾朱部曲盡殺之，並俘虜爾朱天光、爾朱度律。又命其弟斛斯元壽、長孫承業、張歡、賈顯智等人收爾朱世隆、彥伯兄弟，斬於洛陽閶闔門外，後執送天光、度律以及世隆兄弟首級予高歡。在殺了爾朱世隆兄弟後斛斯椿將他們的首級懸掛在自家樹上，父親斛斯足看到，對斛斯椿說：「你和爾朱氏們約為兄弟，今天何以忍心將他們的首級懸掛在家門口？難道不愧對天地！」
中興二年（532年）四月，高歡入洛陽，斛斯椿曾與賀拔勝討論圖謀高歡，但被賀拔勝制止。由於斛斯椿先前曾數次反叛，又聽聞爾朱仲遠的部下橋寧、張子期在投降之後被高歡處死，內心不安，在孝武帝即位之後，與南陽王元寶炬、王思政等人密勸元修對付高歡，開始增加禁衛武官和禁軍的人數，當時朝廷的軍謀朝政，皆取決於斛斯椿。
永熙三年（534年），元修和高歡決裂，六月，高歡率兵自晉陽南下，當年七月，元修率十萬軍隊屯於河橋，以斛斯椿為前鋒，列陣於邙山之北。斛斯椿請兵精騎兩千夜渡河流掩襲高歡，但元修害怕斛斯椿事成後會成為高歡第二，拒絕了這個建議，斛斯椿嘆息說：「近來火星入於南斗，陛下又聽信左右的間言，不採用我的計策，這難道是天意嗎？」元修派斛斯椿、長孫稚、潁川王元斌之鎮守虎牢，長孫子彥鎮守陝，賈顯智、斛斯元壽鎮守滑台。賈顯智卻投降高歡，大都督侯幾紹戰死，東面部隊混亂，高歡趁機領軍渡河。元斌之先是與斛斯椿不和，於是引兵回河橋並欺骗说：「高歡兵已至！」孝武帝急命斛斯椿撤退，一同出逃投奔宇文泰。宇文泰護送元修至長安，斛斯椿跟隨之。入長安後，拜官尚書令、侍中、封常山郡公。
西魏大統元年（535年），斛斯椿解尚書令，轉為太保，此為宇文泰架空斛斯椿權力的手段，隔年（536年）又升為太傅，大統三年（537年）去世，享年四十三歲。元寶炬曾賜予斛斯椿數間店鋪與耕牛，斛斯椿當時認為國難未平，不可與百姓爭利，只接受耕牛，宰殺來犒饗將士。斛斯椿過世的時候，家無餘財。

## 家庭

### 兄弟
- 斛斯元壽，豫州刺史，封桑乾縣公。

### 兒子
- 斛斯悦，太中大夫。
- 斛斯恢，北周散騎常侍，封新蔡郡公。
- 斛斯徵，北周大宗伯，上大將軍，封岐國公。
- 斛斯演，被高歡殺害。

## 延伸阅读
[在维基数据编辑]
 《魏書·卷80》，出自魏收《魏书》
 《北史·卷049》，出自李延壽《北史》